# Técnica de acupresión Tapas
La Técnica de acupresión Tapas (TAT) es una pseudoterapia que asegura ser eficaz para eliminar emociones negativas y traumas. La técnica fue inventada en 1993 por Tapas Fleming, una acupuntora licenciada de California. El sistema TAT incorpora elementos de otros terapeutas y se basa principalmente en las técnicas de acupresión. Al igual que otras terapias energéticas, se basa en una supuesta energía sin mecanismo biofísico verificable, y por tanto sin base científica.

## Historia
La técnica fue inventada en 1993 por la Sra. Tapas Fleming, una acupuntora licenciada de California. La TAT afirma que el trauma emocional no resuelto lleva a una obstrucción del flujo natural de energía. Se aplica presión con los dedos en cuatro áreas de la cabeza (en la esquina interior de los dos ojos, entre las cejas, y la parte posterior de la cabeza), mientras se realizan una serie de pasos verbales que centran la atención en el problema, lo que liberarían el bloqueo energético y permitiendo así la curación.

## Evaluación científica
No se ha propuesto ningún método de acción científicamente plausible para la Técnica de acupresión Tapas, que no sean la creencia en energías invalidadas y meridianos sin base biofísica o histológica. En 2005, una revisión de las llamadas "terapias energéticas" concluyó que la TAT y otras técnicas similares "no ofrecieron nuevas teorías de acción científicamente válidas, sólo muestran una eficacia no específica, no muestran ninguna evidencia de que ofrecen mejoras sustanciales sobre la atención psiquiátrica existente, sin embargo, muestran muchas características consistentes con la pseudociencia." La TAT también forma parte de las "nueve prácticas de pseudociencia" identificadas por A.R. Pratkins. Hay muchas explicaciónes, principalmente psicológicas, para resultados terapéuticos positivos como son el efecto placebo o la disonancia cognitiva.  Una revisión de 2009 identificó "fallas metodológicas" en una investigación que habían informado de "pequeños éxitos" de TAT y una terapia relacionada con la "psicología energética" (Técnica de liberación emocional). El informe llegó a la conclusión de que "Los psicólogos y los investigadores deben tener cuidado con el uso de tales técnicas, y hacer esfuerzos para informar al público sobre los efectos nocivos de las terapias que utilizan reclamos milagrosos."